# Biví de Viena
Biví de Viena, de Vienne, o de Gorze (822 - 877) fou un enigmàtic noble franc, comte a les Ardenes, abat laic de Gorze i possible comte de Metz (vers 842-862). Podria ser:
- Un fill del comte d'Amiens Ricard II (785-825), fill al seu torn de Ricard I, comte de Rouen. En aquest cas seria gendre de Bosó l'Antic.
- Un fill de Bosó l'Antic o el Vell (?- vers 855), comte a Itàlia.
- Un fill d'Harduí comte de Ponthieu (797-826) net de Carlemany i casat amb Riquilda de Borgonya,[3]

Al seu torn se'l fa el pare de:
- Ricard II de Borgonya conegut com a Ricard el Justicier, fundador de la primera nissaga de Borgonya.
- Bosó de Provença, rei de Borgonya Cisjurana amb Provença.
- Riquilda d'Ardenes, concubina i segona esposa (870) del rei de França Carles II el Calb.